# Jean-Jacques Meyer
Jean-Jacques Meyer (24 de agosto de 1805- 26 de diciembre de 1877) fue un ingeniero francés, conocido por su trabajo con máquinas de vapor y locomotoras de vapor. 

## Innovaciones

### Válvula de expansión
Su primer invento importante fue la válvula de expansión Meyer, utilizada para mejorar la eficiencia de las máquinas de vapor estacionarias. Las primeras locomotoras en utilizar esta invención fueron un par de locomotoras 2-2-2 que Mayer construyó para el Ferrocarril de Estrasburgo a Bâle en 1842. Nombrados L'Espérance y Le Succès, continuaron en servicio hasta 1859 con la compañía sucesora de la línea anterior, los Ferrocarriles del Este.

### Locomotora articulada
Fue el creador de las locomotoras articuladas que llevan su nombre. Meyer registró su primera patente que describe el sistema en 1861. La locomotora Meyer estaba compuesta por: 
- Una cabina rígida sobre un único bastidor sobre el que también se situaba la caldera
- Dos bogies, cada uno con una máquina de vapor y en los que se disponía un grupo de ruedas motrices y en ocasiones también ruedas portantes.

La primera máquina de este tipo construida por la Sociedad J. F. Cail y Compañía en 1868 fue una 0-4-0+0-4-0 llamada L'Avenir. El diseño fue desarrollado por Gaston du Bousquet, quien diseñó una clase de locomotoras con depósito incorporado del tipo 0-6-2+2-6-0 para transportar trenes de mercancías pesadas en los Compañía de Ferrocarriles del Norte y en los Ferrocarriles del Cinturón de París.